# 解放巴勒斯坦人民陣線—總指揮部
解放巴勒斯坦人民陣線—總指揮部（阿拉伯语：‎），簡稱人陣總部，是一個總部位於叙利亚大馬士革的巴勒斯坦人军事组织。1968年由脫離解放巴勒斯坦人民阵线的艾哈迈德·贾布里勒創立。人陣總部於1970年代和80年代多次襲擊以色列的軍人和平民。從1980年代後期起，人陣總部的活動趨向沉寂，直至叙利亚内战爆發後，人陣總部站在支持敘利亞政府一方與反政府軍戰鬥。
據2001年資料，人陣總部有成員數百人。

## 将其定性為恐怖組織的国家
| 國家   | 日期          | 資料出處 |
| ------ | ------------- | -------- |
| 加拿大 |               | [ 4 ]    |
| 英国   | 2014年6月     | [ 5 ]    |
| 美国   | 1997年10月8日 | [ 6 ]    |